# Ружанкі (Любуське воєводство)
Ружанкі (пол. Różanki, нім. Stolzenberg) — село в Польщі, у гміні Клодава Ґожовського повіту Любуського воєводства.
Населення — 1328 осіб (2011).
У 1975-1998 роках село належало до Гожовського воєводства.

## Демографія
Демографічна структура станом на 31 березня 2011 року:
|          | Загалом | Допрацездатний вік | Працездатний вік | Постпрацездатний вік |
| -------- | ------- | ------------------ | ---------------- | -------------------- |
| Чоловіки | 639     | 130                | 479              | 30                   |
| Жінки    | 689     | 139                | 452              | 98                   |
| Разом    | 1328    | 269                | 931              | 128                  |